# Ngụy Khắc Tuấn
Ngụy Khắc Tuần (1799-1854) là vị khoa bảng thời Nguyễn. Ông là người của xã Xuân Viên, huyện Nghi Xuân, phủ Đức Thọ, trấn Nghệ An (nay là xã Xuân Viên, huyện Nghi Xuân, tỉnh Hà Tĩnh).
Ông là anh của Ngụy Khắc Thành, em của Ngụy Khắc Thận. Cha là Ngụy Khắc Hài, đậu Tam trường năm Canh Tý đời Lê Cảnh Hưng (1780) lúc đầu cụ làm tri huyện Thiên Lộc (nay là huyện Can Lộc), sau cụ về dạy học.
Ngụy Khắc Tuần đỗ Cử nhân năm Tân Tỵ, niên hiệu Minh Mạng 1821.
Năm 1826, ông đỗ đồng tiến sĩ xuất thân. Khoa thi này có 200 thí sinh, lấy đỗ 10 tiến sĩ, trong đó Nghi Xuân có 2 người là ông và ông Võ Thời Mẫn (người xã Hội Thống).
Ông giữ chức Hàn lâm viện, Lang trung Hộ bộ, Tham hiệp trấn Ninh Bình và Thanh Hóa, Bố chánh Bắc Ninh, Sơn Tây, Hưng Hóa, Nam Định, Hữu thị lang Công bộ, Tuàn phủ Bắc Ninh, Tổng đốc Sơn-Hưng-Tuyên, Thượng thư Hộ bộ.
Năm Tân Sửu (1841) dâng sớ thành lập phủ Điện Biên (nay là Điện Biên Phủ).
Năm Nhâm Dần (1842) được cử đi sứ sang Trung Quốc, ông có tiếng là người thanh liêm, mẫn cán từng được vua yêu mến ban ngự chế.
Ông từng đi sứ sang Pháp.
Tử trận khi đang giữ chức Hộ lý Tuần phủ quan phòng trấn Hưng Hóa (Quảng Trị) được truy tặng Hiệp biên đại học sĩ và được thờ trong đền Hiền Lương. Khi mất năm 1854, ông được triều đình Huế tặng chức Hiệp biện Đại học sĩ.